# Tabanus albocreus
Tabanus albocreus är en tvåvingeart som beskrevs av Philip 1974. Tabanus albocreus ingår i släktet Tabanus och familjen bromsar.
Artens utbredningsområde är Vietnam. Inga underarter finns listade i Catalogue of Life.